# Baranggayam
Baranggayam is een bestuurslaag in het regentschap Lamongan van de provincie Oost-Java, Indonesië. Baranggayam telt 858 inwoners (volkstelling 2010).